# جاي تيري وليامز
جاي تيري وليامز (بالإنجليزية: J. Terry Williams)‏ هو مونتير أمريكي، ولد في 25 أغسطس 1930، وتوفي في 22 مارس 2015.

## وصلات خارجية
- جاي تيري وليامز على موقع IMDb (الإنجليزية)
- جاي تيري وليامز على موقع ألو سيني (الفرنسية)
- جاي تيري وليامز على موقع أول موفي (الإنجليزية)
- جاي تيري وليامز على موقع قاعدة بيانات الأفلام السويدية (السويدية)
- جاي تيري وليامز على موقع قاعدة بيانات الفيلم (الإنجليزية)
- جاي تيري وليامز على موقع كينوبويسك (الروسية)